# フート (ベトナム)
フート（ベトナム語：Thị xã Phú Thọ / 市社富壽?  発音）はフート省にある町である。

## 概要
5の坊 (phường)と、5つの村（xã, 社）を有する。
- アウコー坊（Âu Cơ / 甌奇）
- フンヴオン坊（Hùng Vương / 雄王）
- フォンチャウ坊（Phong Châu / 俸洲）
- タインヴィン坊（Thanh Vinh / 清榮）
- チュオンティン坊（Trường Thịnh / 長盛）
- ハロック社（Hà Lộc / 河祿）
- ハタック社（Hà Thạch / 河石）
- フーホ社（Phú Hộ / 富戶）
- タインミン社（Thanh Minh / 清明）
- ヴァンルン社（Văn Lung / 文籠）